# Prodidomus watongwensis
Espèce
Prodidomus watongwensis est une espèce d'araignées aranéomorphes de la famille des Prodidomidae.

## Distribution
Cette espèce est endémique de la région de Kigoma en Tanzanie,. Elle se rencontre dans les monts Mahale vers Ujamba.

## Description
La femelle holotype mesure 5,0 mm.

## Systématique et taxinomie
Cette espèce a été décrite par Cooke en 1964.

## Étymologie
Son nom d'espèce, composé de watongw[e] et du suffixe latin -ensis, « qui vit dans, qui habite », lui a été donné en référence au lieu de sa découverte, le pays des Watongwe.

## Publication originale
- Cooke, 1964 : « A revisionary study of some spiders of the rare family Prodidomidae. » Proceedings of the Zoological Society of London, vol. 142, no 2, p. 257-305.